# Yuto Hiratsuka
Yuto Hiratsuka (平塚 悠知 Hiratsuka Yūto?, Hokkaidō, 13 de abril de 1996) es un futbolista japonés que juega como centrocampista en el Ventforet Kofu de la J2 League.

## Trayectoria
En 2019 se unió al Mito HollyHock. Jugó 80 encuentros en tres años y medio antes de marcharse al Avispa Fukuoka el 1 de agosto de 2022. Estuvo dos temporadas y media, en las que disputó quince partidos en la J1 League, y a finales de 2024 fichó por el Ventforet Kofu.

## Clubes
| Club           | País  | Año       |
| -------------- | ----- | --------- |
| Mito HollyHock | Japón | 2019-2022 |
| Avispa Fukuoka | Japón | 2022-2024 |
| Ventforet Kofu | Japón | 2025-     |

## Palmarés

### Títulos nacionales
| Título         | Club           | País  | Año  |
| -------------- | -------------- | ----- | ---- |
| Copa J. League | Avispa Fukuoka | Japón | 2023 |